# Emarginula huzardii
Emarginula huzardii is een zeeslakkensoort die behoort tot de familie Fissurellidae. Deze soort komt voor in de Middellandse Zee en leeft op een hard substraat zoals steenachtige bodems.

## Kenmerken
De schelp van Emarginula huzardii is 15 millimeter lang en 10 millimeter breed en heeft een witte kleur.

## Synoniemen[1]
- Emarginula depressa
- Emarginula papillosa
- Emarginula huzardii var. intermedia
- Emarginula cusmichiana
- Emarginula fissurelloides
- Emarginula huzardii var. major
- Emarginula crebrisculpta